# Gloria de Coapa
Gloria de Coapa är en ort i Mexiko.   Den ligger i kommunen Cosamaloapan de Carpio och delstaten Veracruz, i den sydöstra delen av landet, 300 km öster om huvudstaden Mexico City. Gloria de Coapa ligger 17 meter över havet och antalet invånare är 332.
Terrängen runt Gloria de Coapa är mycket platt. Runt Gloria de Coapa är det ganska tätbefolkat, med 75 invånare per kvadratkilometer. Närmaste större samhälle är Colonia Adolfo Ruiz Cortines, 16,6 km sydväst om Gloria de Coapa. Trakten runt Gloria de Coapa består till största delen av jordbruksmark.